# Décès en 877
Décès
- 873
- 874
- 875
- 876
- 877
- 878
- 879
- 880
- 881

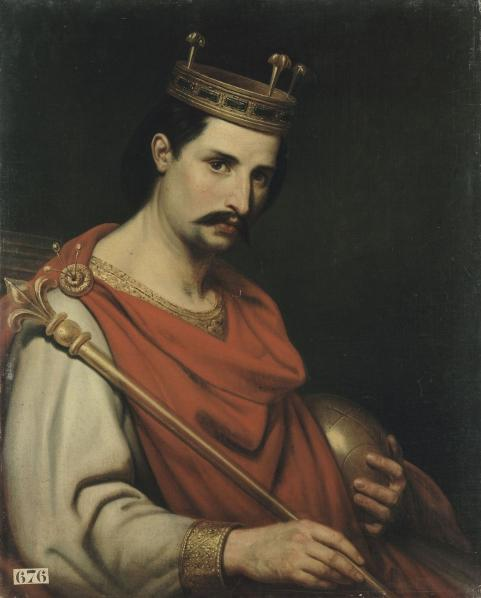
Charles le Chauve mort en 877.

Cette page dresse une liste de personnalités mortes au cours de l'année 877 :
- 7 juin : Hilduin, religieux lorrain, bibliothécaire royal.
- 6 octobre : Charles le Chauve, roi d'Aquitaine, empereur d'Occident.
- 23 octobre : Ignace, patriarche de Constantinople[1].

- Constantin Ier, roi d'Écosse.
- Girart de Roussillon, aristocrate franc, comte de Paris.
- Zacharie Ier de Tzak, Catholicos de l'Église apostolique arménienne
- Halfdan Ier Ragnarsson, un des chefs de la Grande Armée viking qui gouverne Londres.
- Pascweten, comte de Vannes, de Nantes et prétendant au trône de Bretagne.

## Crédit d'auteurs
- Cet article est partiellement ou en totalité issu de l'article intitulé « 877 » (voir la liste des auteurs).